# Proneura prolongata
Proneura prolongata – gatunek ważki z rodziny łątkowatych (Coenagrionidae); jedyny przedstawiciel rodzaju Proneura. Wcześniej był zaliczany do rodziny Protoneuridae. Występuje w północno-zachodniej Ameryce Południowej – został stwierdzony w Peru i Kolumbii.